# Handvestschool
Een handvestschool of charterschool is een school die overheidsfinanciering ontvangt maar onafhankelijk opereert van het gevestigde schoolsysteem waarin het zich bevindt. Het is onafhankelijk in de zin dat het opereert volgens het basisprincipe van "autonomie in ruil voor verantwoording", het is vrij van de regels maar neemt wel verantwoordelijkheid voor de resultaten.

## Nederland
In Nederland zijn handvestscholen niet prominent, echter wordt deze rol vervuld onder de banner van het bijzonder onderwijs.

## België (Vlaanderen)
Evenals in Nederland zijn handvestscholen niet aanwezig in het onderwijsstructuur van België, echter wordt deze rol vervuld door het vrij gesubsidieerd onderwijs.

## Andere landen

### Canada
In 1994 heeft de Canadese provincie Alberta het mogelijk gemaakt om handvestscholen te openen door hun provinciale onderwijs wetten uit te breiden. In deze eerste iteratie werd de limiet van 15 handvestscholen neergezet. Volgens de provincie van Alberta zijn handvestcholen: "door de overheid gefinancierde scholen die basisonderwijs geven op een alternatieve of verbeterde manier om het leervermogen en kennis van studenten te verbeteren. Handvestscholen kunnen alleen worden beheerd door non-profitorganisaties. Ze mogen geen religieuze overtuiging hebben, kunnen studenten niet weigeren indien er voldoende ruimte en middelen zijn en er mag geen collegegeld in rekening worden gebracht of met winstoogmerk worden gewerkt. Ze moeten het provinciale curriculum volgen en gecertificeerde leraren inhuren. De verwachting voor de educatieve diensten die worden aangeboden door handvestscholen is dat de vorm van onderwijs anders is dan wat lokaal beschikbaar is." In 1995 opende de eerste drie handvestscholen in Alberta, de New Horizons Charter School, Suzuki Charter School en Centre for Academic and Personal Excellence.
Op 1 September 2020 werd het limiet van 15 handvestscholen opgeheven.

### Verenigde Staten

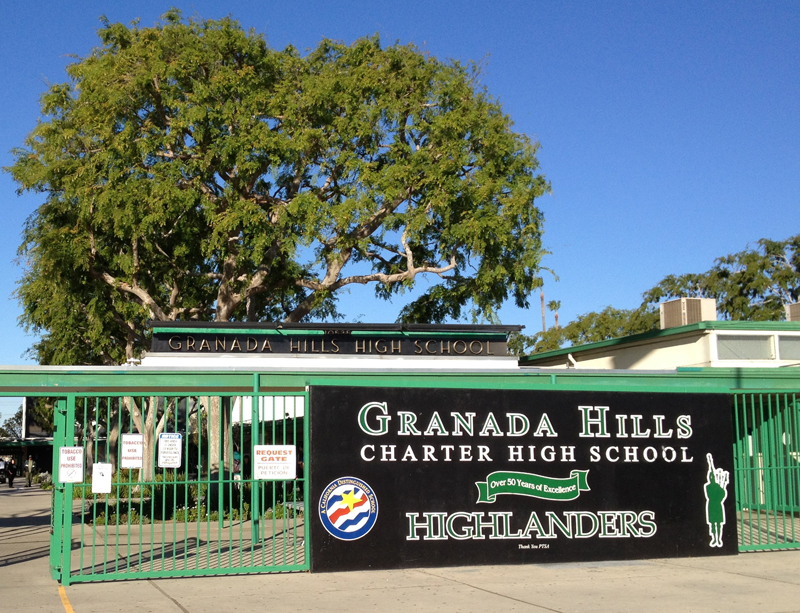
Granada Hills Charter High School (2012)

Volgens de Onderwijscommissie van de Verenigde Staten zijn "handvestscholen semiautonome openbare scholen die financiering van de overheid ontvangen. Ze werken op basis van een schriftelijk contract met een staat, district of andere entiteit (aangeduid als een gemachtigde of sponsor). Dit contract of charter geeft aan hoe de school zal worden georganiseerd en beheerd, wat studenten zullen verwachten te bereiken en hoe succes zal worden gemeten. Veel charters zijn vrijgesteld van een verscheidenheid aan wetten en voorschriften die van invloed zijn op andere openbare scholen als ze blijven voldoen aan de voorwaarden van hun contract." Deze scholen moeten echter de door de staat opgelegde curriculum volgen en zijn onderworpen aan dezelfde regels en voorschriften die hen dekken. Er is wel flexibiliteit in de manier waarop dit wordt gerealiseerd.  In de Verenigde Staten waar handvestscholen een prominente rol hebben is nog enig discussie over of het onder het openbaar onderwijs of het particulier onderwijs valt.
In 1991 was Minnesota de eerste staat die in de wet (Laws of Minnesota 1991, chapter 265, article 9, section 3) ruimte gaf voor het opstarten van resultaatgerichte scholen. Deze wetswijziging maakte het mogelijk om handvestscholen te openen in de staat van Minnesota. City Academy in St. Paul deed als eerste handvestschool zijn deuren open in 1992. De opkomst van handvestscholen in de Verenigde Staten zorgde voor de mogelijkheid om gespecialiseerd en gericht onderwijs te bieden. Scholen uit Minnesota die onder deze categorie vallen zijn de Metro Deaf School, Community of Peace Academy en de Mainstreet School of Performing Arts. Naast gespecialiseerd onderwijs gaf de komst van handvestscholen een alternatieve keuze voor ouders die niet tevreden waren met het beschikbare openbare onderwijs in hun district.
Handvestscholen waren een belangrijk onderdeel van de No Child Left Behind Act uit 2002. De wet specificeert met name dat studenten die naar scholen gaan die volgens de staatsnormen als onderpresterend worden bestempeld de mogelijkheid hebben om over te stappen naar een andere school in het district. Ongeacht of het een staats-, privé- of handvestschool is. De wet suggereerde ook dat als een falende school niet voldoende jaarlijkse vooruitgang kan boeken, de school omgezet kan worden in een handvestschool.
De meest ingrijpende experimenten met handvestscholen in de Verenigde Staten vonden plaats in New Orleans, Louisiana. In de nasleep van de orkaan Katrina was het New Orleans openbaar onderwijs bezig met hervormingen. In 2009 werd de nadruk gelegd op het decentraliseren van de macht van het pre-Katrina openbare schoolbestuur. De macht zou vervolgens verschuiven naar individuele hoofden en besturen van handvestscholen. Om de prestaties van handvestscholen te bewaken werden hernieuwbare vijfjarige exploitatiecontracten opgezet die het toestaan om scholen die niet goed presteren te sluiten. De ouders kregen de keuze om hun kinderen in te schrijven in bijna elke school in het district. 9 van de 10 schoolkinderen in New Orleans stonden in het schooljaar 2013-14 ingeschreven op handvestscholen.

#### 2015: U.S. Department of Education tegen Ohio Department of Education
In 2015 halteerde de U.S. Department of Education $71 miljoen aan financiering om nieuwe handvestscholen te openen in Ohio. Dit besluit kwam nadat er zorgen werden opgewekt rondom het vermogen van de Ohio Department of Education om het geld goed te spenderen. Uit het onderzoek is gebleken dat een deel van het geld gespendeerd is aan scholen die nooit hun deuren hebben geopend of scholen die in 2015 niet meer bestonden. In deze categorie vielen 1 op de 4 charter scholen in Ohio. Dit had weinig invloed op het besluit en de Ohio Department of Education ontving alsnog $70 miljoen verspreid over 5 jaar voor het uitbreiden van hun handvestscholen.

#### 2019-2020: Network of Public Education tegen U.S. Department of Education
In 2019 publiceerde de Network of Public Education een document dat aangaf dat de assessment methode voor de distributie van overheidsgeld naar handvestscholen inadequaat was. Het rapport gaf aan dat ondanks de ontdekkingen rondom de controversie uit 2015 bij handvestscholen in Ohio, de methode van het asessen van nieuwe applicaties voor overheidsgeld niet vooruit is gegaan. Er werd ook aandacht besteed aan de grote hoeveelheid scholen die nooit tot stand zijn gekomen en scholen die in korte tijd hun deuren weer hebben gesloten. Nina Reese de directeur en CEO van de National Alliance for Public Charter Schools gaf aan dat dit onderdeel is van het model "de leerling is onze prioriteit". Dit resulteert in het openen van nieuwe handvestscholen van hogere kwaliteit en het sluiten van handvestscholen die niet goed presteren.
In 2022 heeft Joe Biden stappen ondernomen in een poging om ervoor te zorgen dat het geld dat bestemd is voor handvestscholen niet naar scholen gaat die nooit openen of snel weer de deuren sluiten. Scholen die nog wel het recht krijgen om zich te vestigen moeten nu meer samenwerken met het school district waarin ze willen vestigen. Deze besluiten worden echter gezien als een aanval op handvestscholen door de voorstanders van deze vorm van onderwijs. De scholen zullen een deel van hun autonomie verliezen en afhankelijker worden van het school district.